# Гурка, Уриель
Уриель Гурка (ок. 1435 — 21 января 1498, Карловы Вары) — религиозный и государственный деятель Польского королевства, каноник познанский (1449), гнезненский и ленчицкий (1453), плоцкий, сандомирский и краковский (1467), пробст познанский (1454) и гнезненский (1468), канцлер великий коронный (1473—1478), Епископ Познанский (1479—1498).

## Биография
Представитель польского магнатского рода Гурок герба «Лодзя». Сын воеводы познанского Лукаша Гурки (ум. 1475) и Катажины Шамотульской (ум. до 1457). Братья — Ян (ум. 1478), Якуб (ум. 1476) и Николай (ум. до 1497).
С детства Уриель Гурка был предназначен к духовной карьере. Несмотря на слабое здоровье, до 1453 года учился в Краковском университете, затем в Италии и Германии. В 1463 году продолжил обучение в Болонском университете.
При поддержке своего отца Уриель Гурка получил первые церковные должности: в 1449 году стал каноником познанским, в 1453 году — гнезненским и ленчицким, а в 1467 году — плоцким, краковским и сандомирским. В 1454 году Уриель Гурка был назначен пробстом познанским, в 1468 году стал пробстом гнезненским.
В 1473 году при содействии своего отца Уериль Гурка получил назначение на должность канцлера великого коронного, несмотря на то, что до этого не работал в королевской канцелярии. В 1478 году в чине королевского посла находился в Риме. Находясь там, получил от папы римского звание коллектора по папским сборам в Гнезненского архидиоцеза, занимал эту должность до 1486 года. В этот период наладил личные отношения с банковскими домами Западной Европы, прежде всего Нюрнберга, а также польскими и итальянскими мещанами в польских городах. В 1473—1474 годах являлся администратором Гнезненского архидиоцеза и по просьбе польского короля провёл провинциальный синод в Ленчице, где установил платежную повинность для духовенства в пользу государства.
В 1479 году после смерти познанского епископа Анджея Бнинского Уриель Гурка получил назначение на должность епископа, но вынужден был отказаться от звания канцлера великого коронного.
21 января 1498 года Уриель Гурка скончался в Карловых Варах. Его единственным наследником стал родной племянник Лукаш Гурка (1482—1542).